# Furth an der Triesting
Furth an der Triesting är en ort (officiellt namn: Furth) och kommun i Österrike. Den ligger i distriktet Baden i förbundslandet Niederösterreich, 40 km sydväst om huvudstaden Wien. 